# دوبرولوو
دوبرولوو (به بلغاری: Dobrolevo) یک منطقهٔ مسکونی در بلغارستان است که در استان وراتسا واقع شده‌است.
 دوبرولوو  ۸۷۶ نفر جمعیت دارد و ۱۴۳ متر بالاتر از سطح دریا واقع شده‌است.